# Heinrich Voß (Philologe)

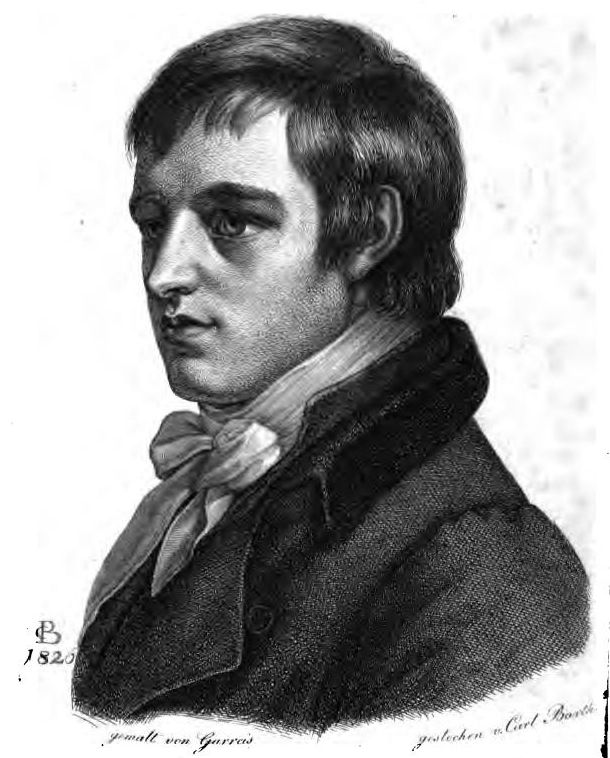
Heinrich Voß. Stich von Carl Barth nach einem Gemälde von Franz Gareis (1800)

Johann Heinrich Voß (* 29. Oktober 1779 in Otterndorf; † 20. Oktober 1822 in Heidelberg) war ein deutscher Klassischer Philologe und Übersetzer. Er war von 1804 bis 1806 Professor am Weimarer Gymnasium und von 1806 bis zu seinem Tod Professor der griechischen und lateinischen Literatur an der Universität Heidelberg.

## Biografie
Heinrich Voß war der zweite Sohn des Schriftstellers und Übersetzers Johann Heinrich Voß (1751–1826) und dessen Frau Ernestine, geb. Boie (1756–1834). Sein älterer Bruder Fritz starb bereits im Alter von fünf Jahren am Marschfieber (Malaria). Heinrich erkrankte ebenfalls, überlebte zwar, erlebte aber häufig Rückfälle und blieb sein Leben lang von schwacher Gesundheit. Er wuchs mit drei jüngeren Brüdern in Eutin auf, wo sein Vater von 1782 bis 1802 Rektor der Lateinschule war. Sein Bruder Wilhelm (1781–1840) wurde später Arzt in Eutin, sein Bruder Hans (1783–1849) Architekt und Bauinspektor in Baden, sein Bruder Abraham (1785–1847) wie der Vater Schulrektor und Übersetzer.
Voß zeigte schon früh literarisches und künstlerisches Talent. Er besuchte von Mai 1787 bis April 1799 die Rektoratsschule in Eutin und begleitete seinen Vater auf Reisen, beispielsweise im Frühjahr 1794 nach Braunschweig, Halberstadt, Weimar und Halle. Er lernte auf dieser Reise Johann Wilhelm Ludwig Gleim, Johann Wolfgang von Goethe, Johann Gottfried Herder, Christoph Martin Wieland und Friedrich August Wolf kennen. Im Haus der Familie Voß in Eutin verkehrten ebenfalls viele Schriftsteller und Gelehrte. Zu ihren Nachbarn gehörten Friedrich Heinrich Jacobi und Fritz Stolberg.
Zum Sommersemester 1799 ging Heinrich Voß an die Universität Halle und studierte Theologie und Philologie (bei Friedrich August Wolf). Seinen Kontakt zu Goethe erneuerte er bei einem Besuch zu Weihnachten 1800. Zum Wintersemester 1801/02 wechselte Voß an die Universität Jena und wandte sich ganz dem Studium der Philologie zu. Nach dem Studienabschluss musste er aus Gesundheitsgründen eine Privatlehrerstelle in Berlin ablehnen; ebenso scheiterte der Versuch seines Vaters, ihn in Eutin zu seinem Nachfolger an der Rektoratsschule zu machen. 1804 erhielt Voß schließlich auf Goethes Empfehlung eine Professorenstelle am Weimarer Gymnasium, das seit 1791 von Karl August Böttiger geleitet wurde. Voß unterrichtete an dieser Schule Latein und Griechisch in den unteren Klassen und war nach dem Zeugnis seines Bruders Abraham sehr beliebt. Er arbeitete auch mit Goethe zusammen und prüfte beispielsweise bei dessen Versepos Hermann und Dorothea die Metrik. Auch mit Friedrich Schiller in Jena stand er in freundschaftlichem Kontakt. Einen Ruf an die Universität Würzburg (1804) lehnte er ab. Bereits 1805 erkrankte er erneut und musste sich neun Monate lang beurlauben lassen.
Nach einer längeren Kur in Jena besuchte Heinrich Voß im August 1806 seine Eltern in Heidelberg, die ein Jahr zuvor dorthin gezogen waren. Dort lernte er auch Friedrich Creuzer kennen, der seit zwei Jahren an der Universität Heidelberg als Professor der Philologie und alten Geschichte wirkte. Creuzer stellte ihm eine Professur an der Universität in Aussicht und warb auch beim Kurator der Universität dafür. Heinrich Voß kehrte zunächst nach Weimar zurück. Nach der Schlacht bei Jena und Auerstedt im Oktober 1806 wurde das Weimarer Gymnasium geschlossen, so dass Voß kein Einkommen mehr hatte und Creuzers Angebot annahm. Er siedelte im November 1806 nach Heidelberg um und wurde an der dortigen Universität zum außerordentlichen Professor des Griechischen ernannt.
In Heidelberg verbrachte Voß seine gesamte weitere Laufbahn. Sein Einstiegsgehalt von 300 Gulden wurde nach und nach auf 1000 Gulden angehoben. 1809 wurde Voß zum (persönlichen) ordentlichen Professor der griechischen und lateinischen Literatur ernannt. Sein Bruder Abraham schreibt ihm beträchtlichen Lehrerfolg zu, während der Literaturwissenschaftler Franz Muncker später resümierte: „Als Docent entfaltete er keine große Thätigkeit; auch hatte er keine bedeutenden litterarischen Erfolge zu verzeichnen.“ Neben seiner Tätigkeit an der Universität blieb Voß auch schriftstellerisch tätig. Wie zuvor in Weimar verfasste er literarische Rezensionen und veröffentlichte zwei exegetische Abhandlungen zu griechischen Dichtern. Zusammen mit seinem jüngsten Bruder Abraham beteiligte er sich an der Übersetzung von William Shakespeares Dramen, die sein Vater nach dem Erscheinen der Schlegelschen Übersetzung plante und die von 1818 bis 1829 in neun Bänden erschien.

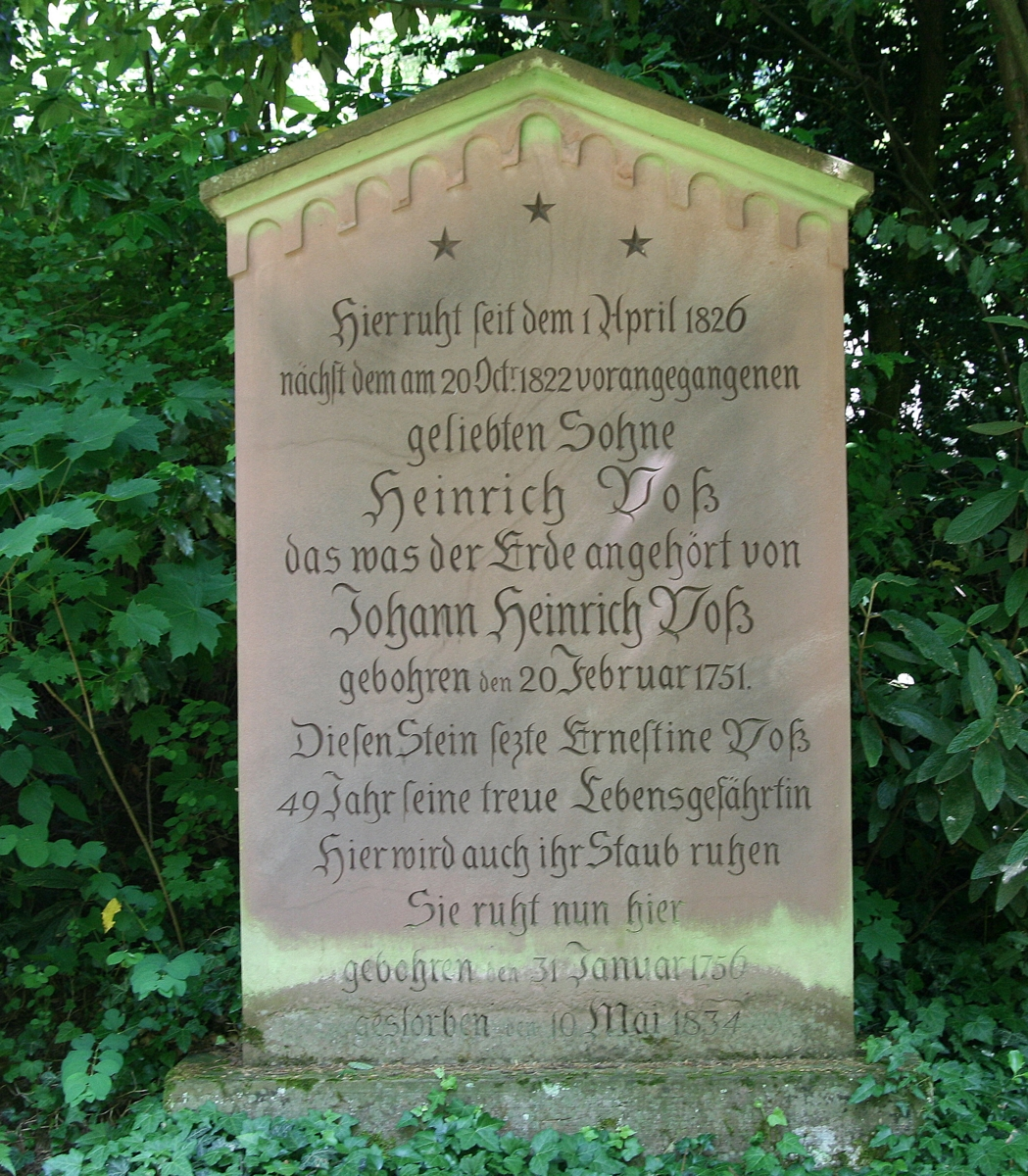
Grabstätte von Heinrich Voß und seinen Eltern auf dem Heidelberger Bergfriedhof (Nachbildung)

Voß’ Hauptwerk war eine Übersetzung der Aischylos-Tragödien, an der er seit 1804 arbeitete, die aber nur langsam vorankam. Am 20. Oktober 1822 starb er an der Wassersucht. Seine unvollendete Aischylos-Übersetzung wurde von seinem Vater abgeschlossen und erschien 1826. Heinrichs jüngster Bruder Abraham veröffentlichte 1833–1838 eine Auswahl aus seinem Briefwechsel mit bedeutenden Zeitgenossen in drei Bänden, die eine wichtige Quelle zu Heinrich Voß’ Leben bilden.

## Schriften (Auswahl)
- Curarum Aeschylearum specimen I. Heidelberg 1812
- Notae in Theocritum. Heidelberg 1813
- mit Johann Heinrich Voß und Abraham Voß: Shakspeare’s Schauspiele. 9 Bände, Leipzig/Stuttgart 1818–1829
  - darin von Heinrich Voß: Viel Lärmen um nichts; Der Liebe Müh umsonst; König Lear (Band 1–3, Leipzig 1818–1819)
- Äschylos von Heinrich Voß. Zum Theil vollendet von Johann Heinrich Voß. Heidelberg 1826